# Schurz
Schurz é uma Região censo-designada localizada no estado americano de Nevada, no Condado de Mineral.

## Demografia
Segundo o censo americano de 2010, a sua população era de 658 habitantes.

## Geografia
De acordo com o United States Census Bureau tem uma área de
156,6 km², dos quais 156,6 km² cobertos por terra e 0,0 km² cobertos por água. Schurz localiza-se a aproximadamente 1258 m acima do nível do mar.

## Localidades na vizinhança
O diagrama seguinte representa as localidades num raio de 52 km ao redor de Schurz.